# 1019

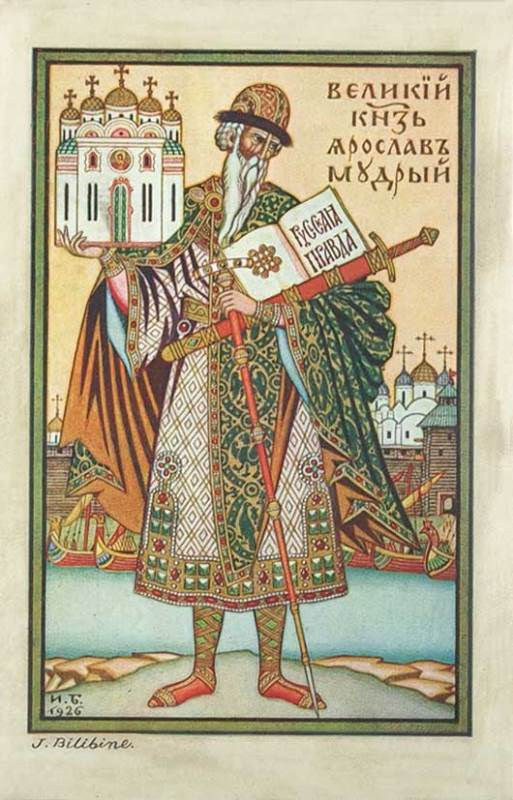
Jaroslav I ("de Wijze") (ca. 978 - 1054)

Het jaar 1019 is het 19e jaar in de 11e eeuw volgens de christelijke jaartelling.

## Gebeurtenissen

### Europa
- Svjatopolk I ("de Vervloekte") overlijdt na een regeerperiode van 4 jaar. Hij wordt opgevolgd door zijn broer Jaroslav I ("de Wijze") als grootvorst van het Kievse Rijk. Yaroslav herovert Kiev met steun van keizer Hendrik II ("de Heilige") en Varangiaanse (Vikingen) huurlingen. Yaroslav consolideert zijn territorium rond Kiev en voert politieke als administratieve hervormingen door (zoals het uitvaardigen van het eerste Slavische wetboek).[1]

### Azië
- Airlangga, een Balineese vorst, wordt heerser van Mataram (Medang) op Midden-Java. Hij maakt plannen om geheel Java (huidige Indonesië) te herenigen.[2]

### Religie
- Eerste schriftelijke vermeldingen van Grembergen, Montemurlo (gelegen in Toscane) en Wontergem.

## Geboren
- Sven II ("de Jongere"), koning van Denemarken (overleden 1076)
- Wen Tong, Chinees kunstschilder en dichter (overleden 1079)
- Zeng Gong, Chinees historicus en schrijver (overleden 1083)

## Overleden
- 7 juli - Gerberga (~53), Frankisch edelvrouw (Huis van Welf)
- 6 oktober - Frederik van Luxemburg, graaf van Moezelgouw
- Svjatopolk I, grootvorst van het Kievse Rijk (r. 1015 - 1019)